# Есламабад (дегестан, Решт)
Есламабад (перс. اسلام آباد) — дегестан в Ірані, у бахші Санґар, в шагрестані Решт остану Ґілян. За даними перепису 2006 року, його населення становило 20296 осіб, які проживали у складі 5631 сімей.

## Населені пункти
До складу дегестану входять такі населені пункти:
- Айне-Вар
- Баз-Калье-Акбар
- Бегдан
- Бонакдег
- Даре-Пошт
- Дегбане-Есламабад
- Джубане
- Кешель-Варзаль
- Конесестан
- Насраллаабад
- Піш-Кенар
- Су-Кача
- Талем-Сешанбе
- Фештам
- Шагрестан
- Шейх-Алі-Баст